# Грб Конфедеративних Америчких Држава
Грб Конфедеративних Америчких Држава био је званични симбол Конфедерације Америчких Држава. Усвојен је 30. априла 1863.
Приказује Џорџа Вашингтона на коњу и његов кип у главном граду Конфедерације, Ричмонду. Средина грба је окружена венцем од главних усева Југа: пшеница, дуван и памук. На ободу је натпис Конфедеративне Америчке Државе: 22. фебруар 1862. — датум инаугурације првог и последњег председника Конфедерације Џеферсона Дејвиса и мото Deo vindice.